# 乐东油果樟
乐东油果樟（学名：Syndiclis lotungensis）为樟科油果樟属下的一个种。